# Maria Schneider (Politikerin, 1898)
Maria Schneider (* 15. Oktober 1898 in Wien; † 7. November 1979 ebenda) war eine österreichische Politikerin des Nationalen Wirtschaftsblocks (NWB).

## Ausbildung und Beruf
Nach dem Besuch der Volksschule ging sie an ein Gymnasium und promovierte im Lehramtsstudium 1921 in den Fächern Naturwissenschaften und Geographie an der Universität Wien. Sie hatte eine Lehrtätigkeit an Wiener Mittelschulen in Hernals und Hietzing und wurde Professor. Im Jahr 1938 wurde sie Oberstudienrat.

## Politische Funktionen
Maria Schneider war Gründungsmitglied der Großdeutschen Volkspartei (GDVP), für die sie sich politisch engagierte und wo sie 1924/25 und 1930 Mitglied der Reichsparteileitung war. Nach der Nationalratswahl 1930, bei der die GDVP im Wahlbündnis NWB antrat, zog sie in den Nationalrat ein und war damit die jüngste Abgeordnete und einzige Akademikerin im Nationalrat in der Ersten Republik. 1931 wurde sie Stellvertreterin des Parteiobmanns. Schneider war maßgeblich an der Bildung eines ‚Kampfbündnisses‘ zwischen GDVP und der österreichischen NSDAP beteiligt, sie war seit 1933 illegales Mitglied der Partei und trat zum 1. Mai 1938 regulär der NSDAP bei (Mitgliedsnummer 6.242.154). Schneider war Gründerin der Völkischen Nothilfe, welche später in Deutsche Nothilfe umbenannt wurde. Sie war im Reichsverband deutscher Frauenvereine in Österreich tätig und hatte Funktionen in der Gaufrauenschaftsabteilung der NS-Frauenschaft inne.

## Politische Mandate
- 2. Dezember 1930 bis 2. Mai 1934: Abgeordneter zum Nationalrat (IV. Gesetzgebungsperiode), NWB